# سداب
سُداب (نام علمی: Ruta) از تیره مرکبات، گیاهی علفی پایا با ساقه‌های منشعب و چوبی، برگهای متناوب دو تا سه قسمتی صاف و بی پرز است.
از گونه‌های سداب می‌توان به سُداب کوهی (اسپند، wild rue) و سداب کهنه (wall rue) اشاره کرد.
خواص داروئی:
خاصیت اصلی آن کم کردن فشار شهوت است (البته باید توجه داشت که مصرف زیاد سداب سمی است و باید پرهیز شود)، پائین آورنده فشار خون. تنظیم‌کننده کار قلب. ضدسردرد. ترشح صفرا را تحریک نموده و انگلهای روده را دفع می‌کند.

## ریشه‌شناسی
واژه "سداب" در فارسی به‌طور سنتی با فتحه (سَداب) تلفظ می‌شود، هرچند صورت‌های دیگری نظیر "سُداب" نیز استفاده شده‌اند.
این کلمه از زبان پهلوی به عربی و دیگر زبان‌ها منتقل شده است.
سداب با معانی مختلفی مانند نوعی گیاه دارویی (که در برخی منابع با اسفند یا حرمل یکی دانسته شده) و همچنین قدرت مردی یا توانایی جسمانی مرتبط شده است.
این واژه در اشعار منسوب به شاعران کلاسیک مانند رودکی و قطران به‌معنی تقویت قوای جسمانی استفاده شده است.
"سداب" در زبان‌های دیگر نیز حضور دارد، از جمله ارمنی و ترکی، که احتمالاً از فارسی تأثیر گرفته‌اند.
در متون زردشتی، سداب با آیین‌ها و اساطیر مربوط به آب و باران مرتبط است و به‌عنوان صفتی برای هوم (نبات مقدس) استفاده شده است.
به‌دلیل شباهت ظاهری، گاهی میان سداب و اسفند (سپند) خلط شده است. برخی منابع نیز آن را به معنای "بخشندهٔ صد آب" تفسیر کرده‌اند.

## نوشتارهای وابسته
- فهرست گیاهان